# MSC Seashore
Az MSC Seashore egy Seaside EVO osztályú üdülőhajó, amelyet az MSC Cruises számára építenek a Fincantieri hajógyárban Monfalconéban, Olaszországban. 2021. augusztus 1-jén kezdte meg működését, ő lett az MSC Seaside EVO osztályának vezető hajója, amely a Seaside osztálynak alosztálya. Mellette lesz az MSC Seascape nevű testvérhajó, amelyet 2022 novemberében terveznek szállítani.

## Története

### Tervezés és kivitelezés
2017. november 29-én, az MSC Seaside átadási ceremóniáján az MSC bejelentette, hogy az olasz Fincantieri hajóépítővel 1,8 milliárd euró értékű megrendelést írt alá két új tengerjáró hajóra, amelyeket 2021-ben és 2022-ben terveznek szállítani. A két hajó alkotja a Seaside EVO osztályt, amelyet az MSC Seaside és az MSC Seaview által létrehozott Seaside osztályú prototípus továbbfejlesztésének neveznek. Az első Seaside EVO hajó megrendelése felváltotta az eredetileg egy harmadik Seaside osztályú hajóra adott megrendelést. A 2021 nyarán leszállított első Seaside EVO hajó lett a legnagyobb hajó, amelyet Olaszországban építettek.
2018. november 26-án az MSC nyilvánosságra hozta az első Seaside EVO hajó nevét az MSC Seashore-t, ugyanazon a napon tartotta a hajó acélvágási ceremóniáját a Fincantieri a monfalconei hajógyárában. 2020. augusztus 20-án kitelepítették, és nedves dokkba költöztették, hogy befejezzék felszerelési munkáit. MSC Seashore a tervek szerint 2021. augusztus 1-jén lett átadva.

### Operatív karrier
Az MSC Seashore eredetileg 2021. június 13-án kezdte volna meg működését első útjával, és a tervek szerint hetente ment volna a Földközi-tengeri hajóutakon, Barcelonába, Marseille -be, Genovába, Nápolyba, Messinába és Vallettába. Miután azonban a Covid19-pandémia építési késedelmet okozott a hajógyárban, debütálását 2021. augusztus 1-jére halasztották, ami arra kényszerítette az MSC-t, hogy debütálásáig az MSC Fantasia-nak kellett helyettesítenie.

## Tervezés és specifikációk
Az MSC azt állítja, hogy az MSC Seashore általános tervezésében bekövetkezett változások a régebbi Seaside osztályú testvérhajóihoz képest a hajó több mint 65 százalékát teszik ki. Nagyobb, mint testvérhajói: magassága 74 méter (243 ft), a szélessége 41 méter (135 ft), hossza pedig 339 méter (1112 ft). Bruttó űrtartalma 153 516 tonna, és 10 000 négyzetméternyi további fedélzeti helyet tartalmaz, amely a debütálásakor a legmagasabb kültéri térfogatarányt biztosítja számára az MSC hajói közül. A nagyobb fedélzeti tervben helyet kapnak további éttermek, társalgó, de kevesebb pezsgőfürdő. A hajó a hatékonyság fokozására szolgáló funkciókkal rendelkezik, például szelektív katalitikus redukciós rendszerrel, amely szabályozza a hajó károsanyag-kibocsátását, és szennyeződésgátló festékkel, amely csökkenti a hajótest hullámállóságát. Az MSC Seashore az első új tengerjáró hajó, amely fejlett levegőtisztítási technológiával rendelkezik. Az MSC szerint a „Safe Air” rendszer csökkenti a vírusfertőzés kockázatát.

## Fordítás
- Ez a szócikk részben vagy egészben  a   MSC Seashore című angol Wikipédia-szócikk ezen változatának fordításán alapul.  Az eredeti cikk szerkesztőit annak laptörténete sorolja fel. Ez a jelzés csupán a megfogalmazás eredetét és a szerzői jogokat jelzi, nem szolgál a cikkben szereplő információk forrásmegjelöléseként.